# Hoàng Trọng Phiến
Giáo sư, Tiến sĩ, Nhà giáo Nhân dân Hoàng Trọng Phiến (sinh ngày 2 tháng 1 năm 1934 - mất ngày 16 tháng 7 năm 2022), là một giáo sư chuyên ngành ngôn ngữ học, nguyên giảng viên của Khoa Ngữ Văn, Trường Đại học Tổng hợp Hà Nội, sau này là Khoa Ngôn ngữ học, Trường Đại học Khoa học Xã hội và Nhân văn; nguyên chủ nhiệm Khoa Việt Nam học và Tiếng Việt (tiền thân là Tổ Việt ngữ, Trường Đại học Tổng hợp Hà Nội), Trường Đại học Khoa học Xã hội và Nhân văn, Đại học Quốc gia Hà Nội.

## Tiểu sử
Theo hồ sơ viên chức, Hoàng Trọng Phiến sinh năm 1934 tại làng Khuê Bắc, nay là phường Mỹ An, quận Ngũ Hành Sơn, thành phố Đà Nẵng. Tuy nhiên theo đúng năm sinh thực tế, ông sinh ngày 2 tháng 1 năm 1932.
Thuở nhỏ Hoàng Trọng Phiến học tập tại quê nhà. Trong những năm cuối của cuộc kháng chiến chống Pháp, ông rời gia đình lên Chiến khu Trung Man, huyện Hòa Vang, Đà Nẵng, vừa học tập vừa tham gia công tác kháng chiến, là một học sinh của Trường cấp III Lê Khiết.
Năm 1954, sau ngày Hiệp định Genève được ký kết, Hoàng Trọng Phiến tập kết ra Bắc và và được cử đi hoàn thiện nốt chương trình học bậc phổ thông ở Khu học xá Trung ương, Nam Ninh, Trung Quốc. Về nước năm 1956, ông trở thành một trong những sinh viên khóa đầu (K1) của Khoa Ngữ văn, Trường Đại học Tổng hợp Hà Nội, lần lượt làm Bí thư Liên chi đoàn rồi Bí thư Đoàn thanh niên đầu tiên của Trường Đại học Tổng hợp Hà Nội (từ năm 1959 đến 1962).
Tốt nghiệp Khoa Ngữ Văn năm 1959, Hoàng Trọng Phiến được giữ lại làm cán bộ tại Đại học Tổng hợp Hà Nội. Mong muốn của ông là giảng dạy và nghiên cứu văn học Trung Quốc, nhưng cơ duyên đưa ông đến với giảng dạy và nghiên cứu ngôn ngữ học, một chuyên ngành khoa học xã hội còn khá mới mẻ thời kỳ bấy giờ.
Năm 1964, ông sang làm nghiên cứu sinh tại Đại học Tổng hợp Moskva, Liên Xô, và hoàn thành xuất sắc luận án tiến sĩ ngôn ngữ học viết bằng tiếng Nga sau 4 năm được đào tạo, vào năm 1968.
Trở về nước, Hoàng Trọng Phiến giảng dạy, nghiên cứu tại Khoa Ngữ Văn, Đại học Tổng hợp Hà Nội, là người mở đầu việc đưa vào nghiên cứu ở Việt Nam các vấn đề về bán phụ tố, cấu tạo từ, phong cách học, cú pháp học... Từ năm 1971 đến 1973, Hoàng Trọng Phiến là Chủ nhiệm Bộ môn Ngôn ngữ học thuộc Khoa Ngữ văn, Đại học Tổng hợp Hà Nội.
Năm 1968, Đại học Tổng hợp Hà Nội thành lập Khoa Tiếng Việt để đáp ứng nhiệm vụ đào tạo tiếng Việt và văn hóa Việt Nam cho học viên nước ngoài, Hoàng Trọng Phiến là một trong những người đặt nền móng cho khoa và trở thành chủ nhiệm đầu tiên của khoa này, và đảm nhiệm cương vị giai đoạn từ năm 1973 đến năm 1984.
Từ năm 1989 đến 1992, Hoàng Trọng Phiến là giáo sư giảng dạy tại trường Đại học Ngoại ngữ Tokyo, Nhật Bản. Ông được công nhận chức danh Giáo sư năm 2000. Sau 41 năm liên tục công tác, Giáo sư Hoàng Trọng Phiến về nghỉ chế độ năm 2000 và vẫn tiếp tục nghiên cứu, dịch thuật, giảng dạy thỉnh giảng, tham gia các hội thảo, tọa đàm khoa học, hướng dẫn nghiên cứu sinh, học viên cao học cho đến tận những năm cuối đời. Giáo sư Hoàng Trọng Phiến từ trần vào hồi 22 giờ 50 phút ngày 16 tháng 7 năm 2022 (tức ngày 18 tháng 6 năm Nhâm Dần) hưởng thọ 88 tuổi.

## Sự nghiệp
Là một trong những nhà ngôn ngữ học thế hệ đầu của Việt Nam được đào tạo bài bản về chuyên ngành này, trong hơn nửa thế kỷ cống hiến cho sự nghiệp nghiên cứu và giảng dạy ngôn ngữ học, Giáo sư Hoàng Trọng Phiến đã để lại nhiều công trình nghiên cứu giá trị; đào tạo thành công hàng nghìn cử nhân, thạc sĩ, tiến sĩ, trong đó nhiều học trò trở thành những nhà khoa học tài danh, những nhà giáo xuất sắc công tác trong và ngoài nước; là giáo sư thỉnh giảng của nhiều trường đại học trong nước và trên thế giới. Những ai có may mắn được học, được công tác cùng ông đều có ấn tượng sâu sắc về một nhà khoa học tài giỏi, có kiến thức uyên thâm và tài hoa.
Giáo sư Hoàng Trọng Phiến không chỉ là một nhà ngữ pháp học nổi tiếng mà còn được biết đến với tư cách là người đặt nền móng bộ môn dạy tiếng Việt cho người nước ngoài ở Việt Nam.

## Công trình

### Đề tài nghiên cứu
1. Giới thiệu vài nét về văn học nô dịch, đồi trụy vùng đô thị miền Nam Việt Nam/Các nước Á Phi, Số 2, 1966.
2. Các phương thức rút gọn từ trong tiếng Việt hiện đại. Hội nghị Khoa học nghiên cứu sinh Châu Á, Viện Hàn lâm Khoa học Liên Xô. 1968.
3. Cách phân tích thành phần câu tiếng Việt hiện đại. Thông báo ngữ văn, Đại học Tổng hợp Hà Nội, 1970.
4. Chuẩn mực ngôn ngữ và bất biến thể biến thể chức năng. Hội thảo Khoa học Khoa Tiếng Việt, 1972.
5. Chương trình ngôn ngữ học đại cương. Bộ Đại học, 1973.
6. Ngôn ngữ xã hội học và phương pháp miêu tả các hiện tượng ngôn từ. Thông báo khoa học, Đại học Tổng hợp Hà Nội, 1973-1974.
7. Đơn vị thuần thục trong việc dạy ngữ pháp tiếng Việt. Tạp chí Ngôn ngữ, số 4, 1974.
8. Cú pháp tu từ của Bác Hồ. Phong cách tiếng Việt. Đại học Tổng hợp Hà Nội, 1974.
9. Tiếng Việt và việc dạy tiếng Việt. Thông báo khoa học, Đại học Tổng hợp Hà Nội, 1974.
10. Các kết cấu cú pháp trong các tiêu đề báo chí Việt Nam. Ngôn ngữ học, số 2, 1975.
11. Các con đường tối ưu trong việc dạy tiếng Việt cho người nước ngoài. Hội thảo Khoa học Khoa Tiếng Việt, 1975.
12. Nhận xét trạng ngữ trong tiếng Việt. Tạp chí Ngôn ngữ, 1975.[10][6]

### Giáo trình, sách chuyên khảo, sách tham khảo
1. Cách miêu tả hệ thống cú pháp các kiểu câu cơ bản tiếng Việt. Bộ Giáo dục, 1969.
2. Kiến trúc từ phái sinh tiếng Việt. Ngôn ngữ Đông Nam Á. Nhà xuất bản Khoa học Mạc Tư Khoa, 1970.
3. Ngôn ngữ học dẫn luận (dịch từ tiếng Nga), 1970.
4. Ngôn ngữ học đại cương. Bộ Đại học, 1970-1972.
5. Chức năng của ngôn ngữ. Bộ Đại học, 1971-1972.
6. Phong cách học tiếng Việt hiện đại. Khoa Tiếng Việt, 1973.
7. Lý thuyết ngữ pháp tiếng Việt, 1976.
8. Phong cách học tiếng Việt hiện đại, 1976.
9. Cú pháp tiếng Việt, 1980.
10. Cơ sở ngôn ngữ học và tiếng Việt (chủ biên), 1990.
11. Ngữ nghĩa và cấu trúc ngôn ngữ (dịch từ tiếng Nga), 1996.[6]

## Phong tặng
- Giáo sư Hoàng Trọng Phiến được Nhà nước Cộng hòa xã hội chủ nghĩa Việt Nam phong tặng danh hiệu Nhà giáo ưu tú năm 1996, danh hiệu Nhà giáo nhân dân năm 2008[6].
- Huân chương Kháng chiến hạng Ba, Huân chương Kháng chiến hạng Nhất.
- Huân chương Lao động hạng Ba.
- Huy chương Vì thế hệ trẻ.
- Kỷ niệm chương Vì sự phát triển Đại học Quốc gia Hà Nội.
- Huy hiệu 70 năm tuổi Đảng.[3]